# 藍身隱麗魚
藍身隱麗魚，為輻鰭魚綱䲁形目麗魚科嬌麗魚屬的其中一種，分布於中美洲哥斯大黎加太平洋岸的淡水流域，體長可達9公分，棲息在礫石底質的溪流，屬雜食性，以藻類、水生昆蟲為食，生活習性不明，可作為觀賞魚。

## 擴展閱讀
- 維基物種上的相關：藍身隱麗魚